# Christelijke Scholengemeenschap Jan Arentsz

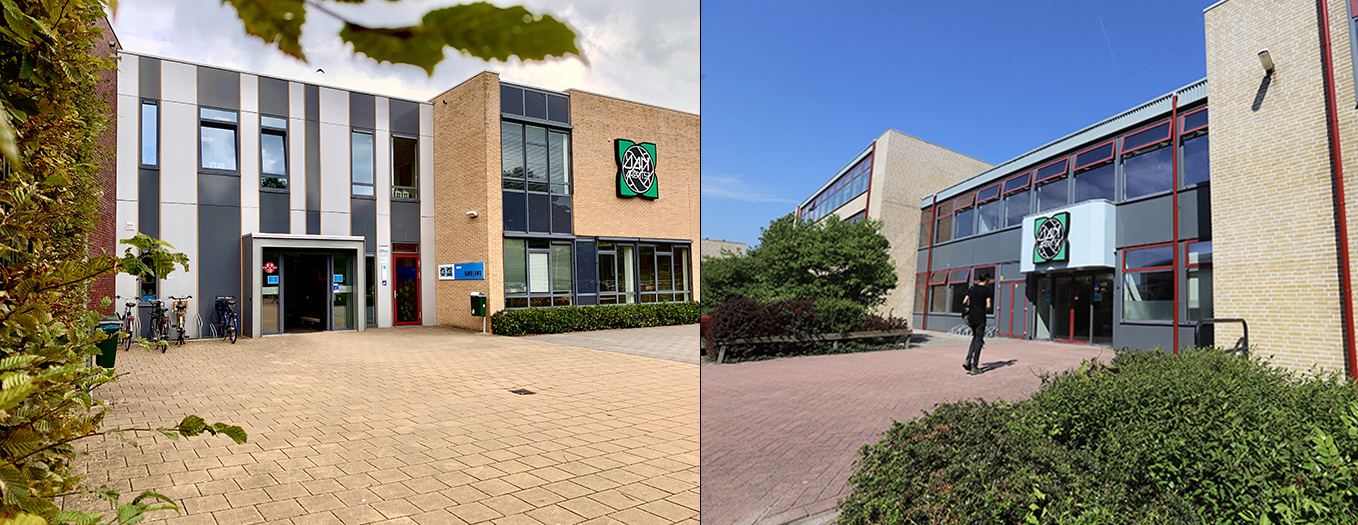
Jan Arentsz Alkmaar - middelbare school

De Christelijke Scholengemeenschap Jan Arentzs is een Nederlandse middelbare scholengemeenschap met twee vestigingen in Alkmaar (havo/vwo en vmbo) en één vestiging in Langedijk (vwo/havo/vmbo). De school biedt onderwijs aan op de niveaus vmbo, havo, atheneum en gymnasium. Sinds september 2016 heeft het Jan Arentsz een technasium, een onderwijsstroom waarbij leerlingen in teamverband projectmatig werken aan actuele bètatechnische opdrachten uit de praktijk.
Leerlingen die de basis/kader stroom van het vmbo volgen, gaan in de bovenbouw naar het Van der Meij College (VMC). Het VMC is een vmbo voor klas 3 en 4 van de basis/kader opleiding. Op het VMC komen leerlingen van het Jan Arentsz, het Stedelijk Dalton College Alkmaar en het Willem Blaeu samen. Het Jan Arenstz is verantwoordelijk voor de sector zorg & welzijn. De school is helemaal ingericht als praktijkschool.

## Geschiedenis van de school
Het Jan Arentsz bestaat in zijn huidige vorm vanaf 1 augustus 1995. Op deze datum zijn de CSG de Sluys (vbo, Alkmaar), de IC mavo Elckerlyc (Noord-Scharwoude en Tuitjenhorn) en de CSG Jan Arentsz (mavo, havo, atheneum en gymnasium) gefuseerd.
Daarvoor was het Jan Arentsz ontstaan door fusie in 1970 van het Christelijk Lyceum Alkmaar en de Juliana Mavo te Alkmaar. De IC mavo Elckerlyc is in 1991 ontstaan toen de RK SG voor mavo en lavo te Noord-Scharwoude/Tuitjenhorn fuseerde met de PC mavo de Laanakker te Noord-Scharwoude.
In de reorganisatie ten gevolge van de fusie werd besloten de school te Tuitjenhorn per 1 augustus 1997 te sluiten.

## Jan Arentsz
In Alkmaar en omgeving was Jan Arentsz vier eeuwen geleden een bekende figuur. Oorspronkelijk was hij mandenmaker, maar later was hij een vooraanstaand predikant. Gegrepen door de ideeën van de Reformatie, hem bijgebracht door de Alkmaarse pastoor Cornelis Cooltuin, ontwikkelde hij zich tot een der eerste hagenpredikers. In 1566 organiseerde hij in het open veld bij Alkmaar bijeenkomsten, waar mensen van heinde en verre naartoe kwamen. Met de komst van de hertog van Alva als landvoogd over de Nederlanden begonnen de godsdienstvervolgingen. Daarom moest Jan Arentsz vluchten naar Emden, net over de Duitse grens in Oost-Friesland. Op de daar gehouden Synode van Emden in 1571 was hij waarschijnlijk aanwezig. In 1572, vier jaar na het uitbreken van de Nederlandse Opstand tegen het Spaanse gezag, de zogenoemde Tachtigjarige Oorlog, had Alkmaar de zijde van de Prins van Oranje gekozen. Jan Arentsz kon daardoor weer veilig terugkomen uit Duitsland om predikant te worden in zijn geboortestad. In maart 1573 leidde hij er een belangrijke synode, waar de organisatie van de jonge calvinistische kerk in Noord-Holland werd opgezet. Korte tijd later viel het Spaanse leger echter Alkmaar aan. Het grote feest van Alkmaars Victorie op 8 oktober 1573 heeft Jan Arentsz niet meer meegemaakt, want hij stierf op 28 augustus 1573 gedurende het beleg.

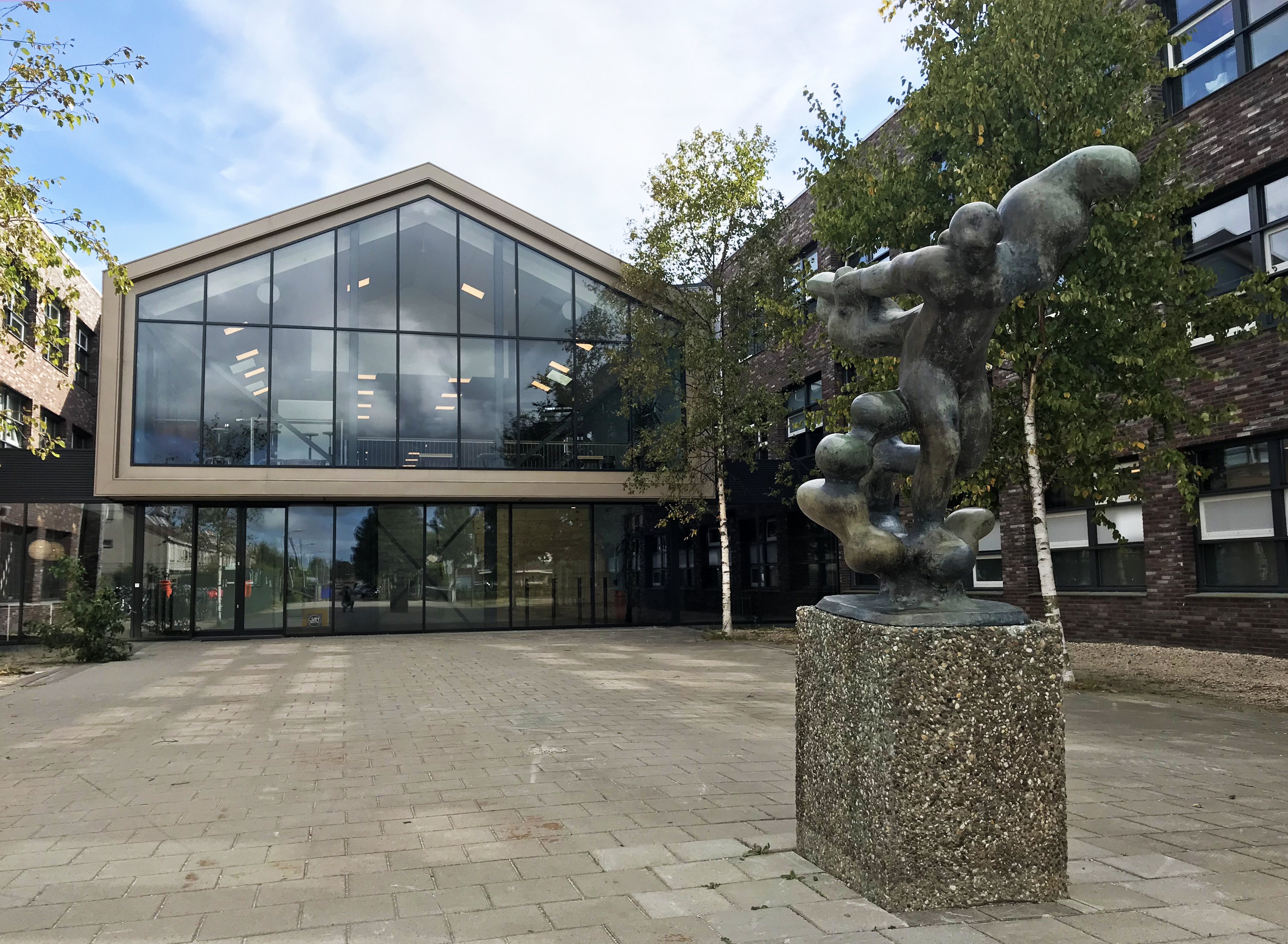
Jan Arentsz Langedijk - middelbare school

## Identiteit
Het Jan Arentsz is een open christelijke school, niet gebonden aan een kerkelijk genootschap, maar door zijn oorsprong en stijl wel herkenbaar als Protestants-Christelijk.

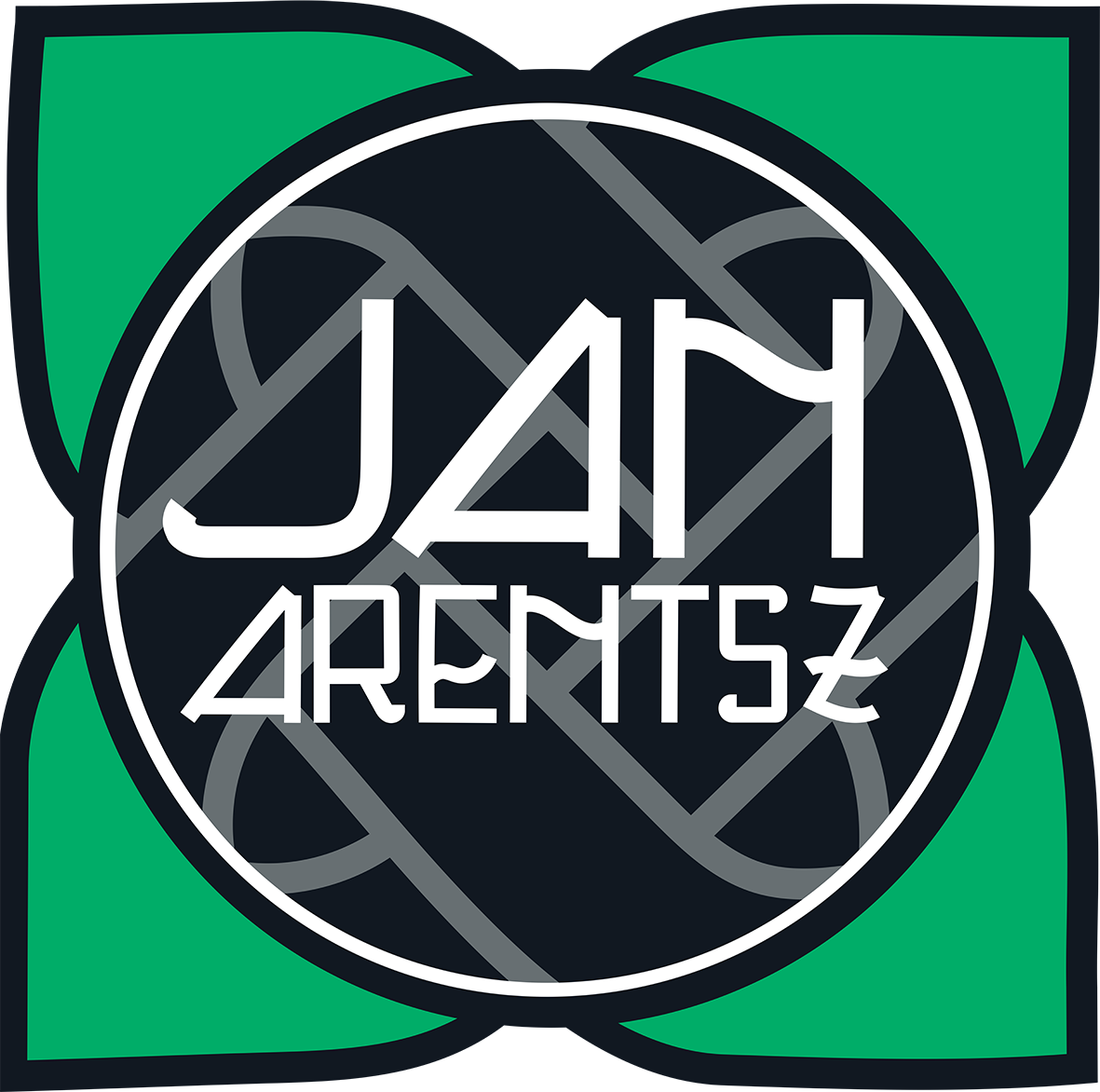
schoollogo Jan Arentsz

## Leerlingen
Sinds 2012 is de leerlingenvereniging Inspiration actief op het Jan Arentsz. Inspiration is opgericht met om leerlingen te inspireren en het beste uit zich naar boven te halen. Leerlingen krijgen hiervoor de tijd en financiële steun van school. Binnen de visie van de school spelen actieve en betrokken leerlingen een belangrijke rol. Zo zijn de leerlingen door vier leden van de leerlingenraad vertegenwoordigd in de medezeggenschapsraad (MR). De leerlingenraad vergadert eens in de drie weken en spreekt dan over uiteenlopende onderwerpen waar leerlingen mee te maken hebben. Naast deze vergadering vindt er eens in de maand een lunchvergadering plaats met de voorzitter College van Bestuur. Verder is de leerlingenraad lid van het LAKS en met regelmaat woont een kleine delegatie van de leerlingenraad ledenvergaderingen bij, maar ook trainingen en cursussen.

## Trivia
- Het Jan Arentsz is door het Ministerie van OC&W als een van de vijftien scholen in het voortgezet onderwijs als opleidingsschool van de lerarenopleiding geselecteerd.
- De scholengemeenschap werkte in de lente van 2013 mee aan de zesdelige BNN-docusoap De School. De serie werd januari 2014 uitgezonden op televisie.[2]